# Trachyarus decipiens
Trachyarus decipiens là một loài tò vò trong họ Ichneumonidae.